# Aconit (1997)
Aconit – francuska fregata rakietowa typu La Fayette wchodząca w skład Marine Nationale. Swoją nazwę okręt otrzymał na cześć korwety o tej samej nazwie, walczącej w czasie II wojny światowej w marynarce Wolnych Francuzów.
Fregata została zbudowana w 1997 roku, a oficjalnie weszła w skład marynarki, 6 czerwca 1999 roku.
Główną bazą domową okrętu jest śródziemnomorski port Tulon na południu Francji.

## Uzbrojenie
Okręt jest uzbrojony w wyrzutnie pocisków przeciwlotniczych Crotale oraz przeciwokrętowych Exocet. Oprócz tego fregata jest wyposażona w działo kaliber 100 mm oraz dwa działka kaliber 20 mm. Wsparcie lotnicze zapewnia jeden śmigłowiec, którym najczęściej jest model Eurocopter Panther lub NHI NH90. 

## Galeria

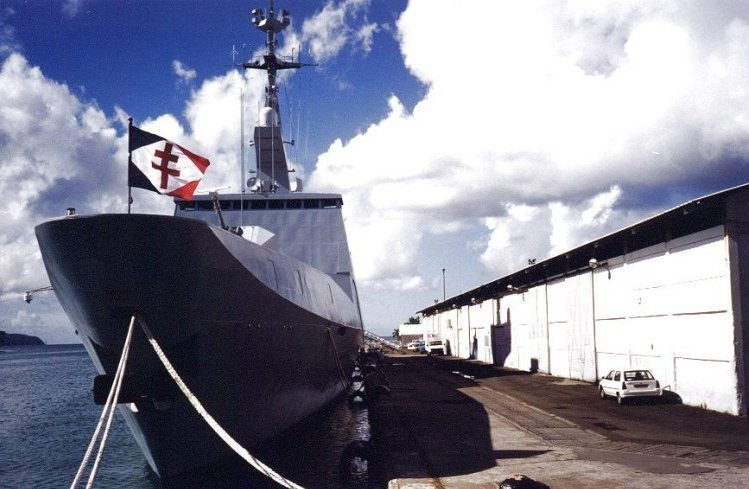
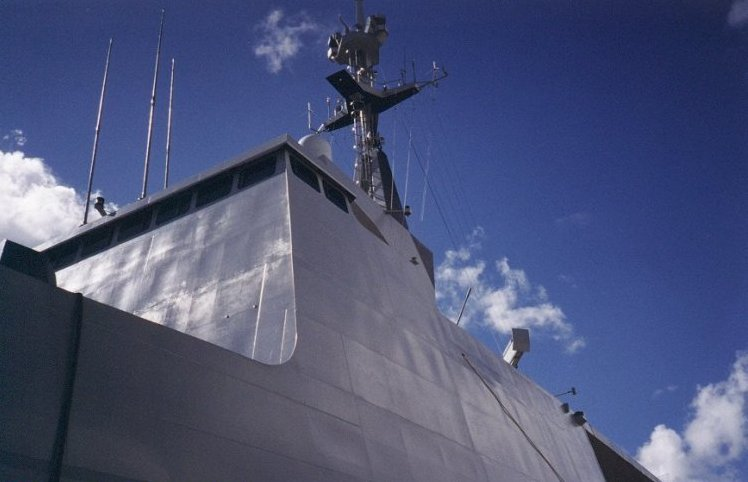
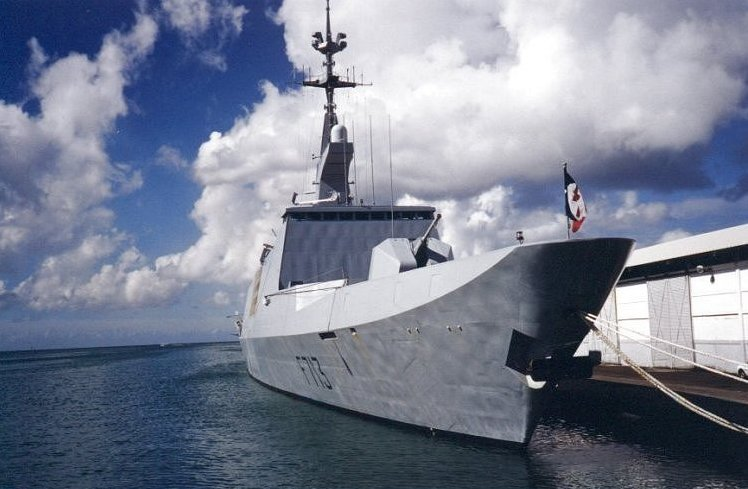
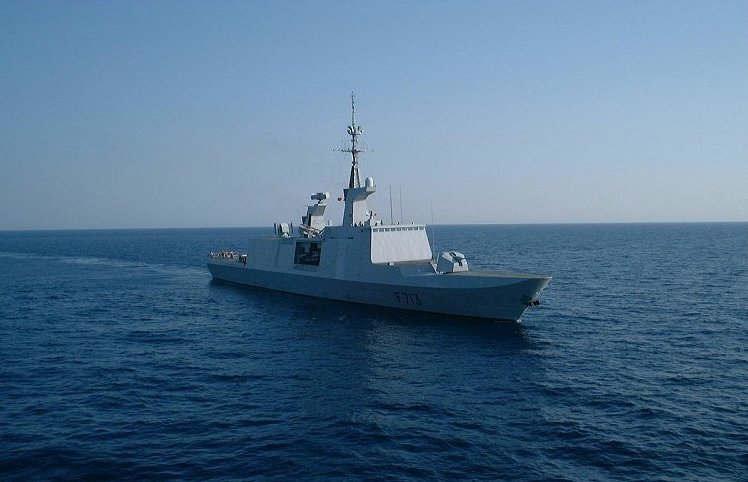
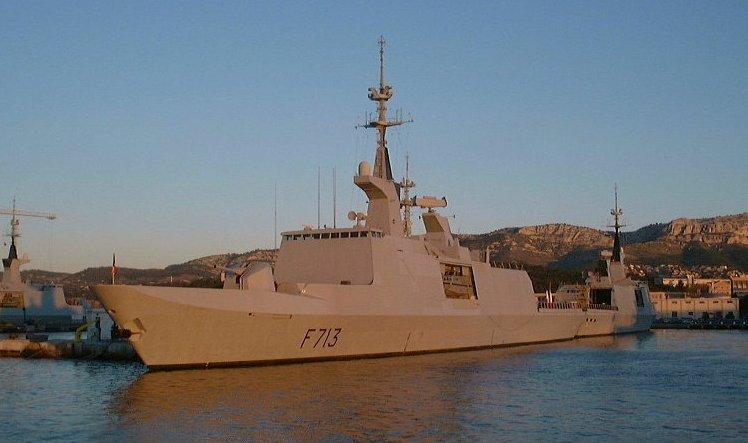
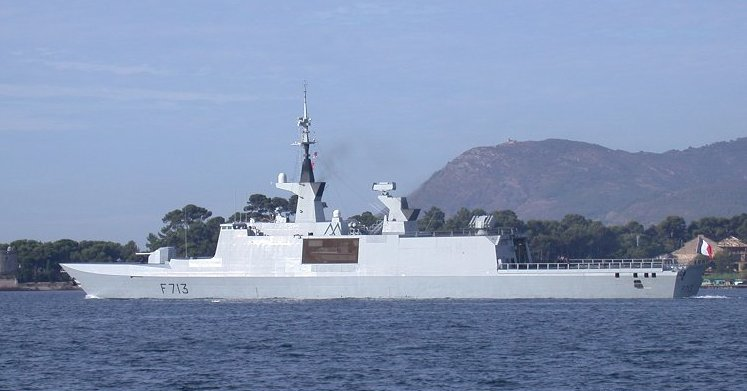